# Ovale poelslak
De ovale poelslak (Ampullaceana balthica, synoniem Radix balthica) is een slakkensoort uit de familie van de poelslakken (Lymnaeidae). De wetenschappelijke naam van de soort werd in 1758 voor het eerst geldig gepubliceerd door Carl Linnaeus. Deze soort was vroeger bekend onder de naam Radix ovata.

## Kenmerken
De schelp is rechtshandig en eivormig samengedrukt-kegelvormig. De draad is klein, de mond is vergroot in de vorm van een ei. De 4-4,5 matig bolle windingen nemen snel maar relatief gestaag toe in hoogte en breedte. De omtrek is enigszins convex. Het is lichtbruin tot olijfgroen van kleur. De schaalvorm vertoont een grote intraspecifieke variabiliteit. De schaal is dun, het donker gevlekte lichaam van het dier schijnt door de schaal. De lengte van het huisje is ongeveer 20-25 mm, de breedte is 14-17 mm en de snuit is tot 19 mm hoog. De sculptuur bestaat uit vrij fijne en soms grovere groeilijnen. Heeft geen afsluitplaatje (operculum) in de mond.

## Voorkomen en verspreiding
Deze soort is gedocumenteerd in Europa sinds het Pleistoceen en is meestal te vinden in stilstaand, plantenrijk water, met name in binnenwateren, beken, langzaam stromende delen van rivieren en in meren. Het leeft voornamelijk van groene algen, diatomeeën en afval. In de Alpen komt hij voor tot 2800 meter hoogte. Het heeft een palearctische verspreiding en komt zelfs voor op IJsland, maar is afwezig in Zuid-Spanje en Zuid-Griekenland. Het komt vrij vaak voor in de juiste leefgebieden. Het dier kan geruime tijd buiten water leven, vooral op modderige plekken boven de waterlijn. De ovale poelslak is in Nederland een algemene voorkomende soort die een zeer groot aanpassingsvermogen heeft en vervuiling verdraagt.